# Pírcing Fourchette
El pírcing Fourchette és un pírcing genital femení que es col·loca verticalment al fre dels llavis menors (frenulum labiorum pudendi), a la separació entre la vagina i el perineu.
Moltes dones no tenen prou pell a la zona per poder fer la perforació. Si l'anatomia correcta és present, la col·locació i la perforació solen ser relativament fàcils.
La paraula fourchette, d'origen francès, significa «forquilla». Aquest pírcing, per localització, és semblant al pírcing Guiche masculí.

## Motivació
Aquest tipus de pírcing es practica per raons estrictament eròtiques, el seu moviment durant la penetració pot ser sexualment estimulant.

## Realització
Depèn molt de l'anatomia de la dona i, per tant, no sempre es pot realitzar. Moltes dones no tenen el plec de pell extra a la part posterior del vestíbul vaginal. A més, la situació pot provocar una tensió mecànica excessiva durant el trànsit vaginal.
A causa d'aquestes limitacions, és una perforació poc freqüent. No obstant això, si la dona que es vol fer aquest tipus de pírcing té l'anatomia adequada per fer-ho, es tracta d'una perforació senzilla de fer. Com que es tracta d'una perforació molt rara, és important que ho practiqui un perforador experimentat.
És important no perforar teixits vaginals, sinó només teixits externs. Aquest fet i el canal de la perforació relativament curt fan que portar el pírcing sigui incòmode i tendeix a créixer.

## Cicatrització
El temps de cicatrització d'aquest tipus de pírcing és relativament més curt que la resta de pírcings genitals; triga entre quatre i sis setmanes a causa del curt canal de la perforació. Durant la curació, a causa de la proximitat amb l'anus, s'ha d'assegurar un alt nivell d'higiene, sobre tot després de la defecació.
A causa de la ubicació de la perforació, les primeres setmanes poden ser incòmodes. La zona queda pressionada quan se seu amb roba interior ajustada, texans i en bicicleta. També s'ha de minimitzar l'activitat sexual durant el període inicial, evitant qualsevol penetració vaginal.

## Joieria
No hi ha cap joia específica per a aquest pírcing, però es recomana un barbell, un barbell corbat o un anell de bola captiva amb un gruix d'almenys 1,6 mil·límetres (10-12 gauge).